# Belagerung von Thorn (1703)
1. Phase: Schwedische Dominanz (1700–1709)
Dänischer Kriegsschauplatz (1700)
Humlebæk • Tönning I 
Livländ./ Estnischer Kriegsschauplatz (1700–1708)
Riga I • Jungfernhof • Varja • Pühhajoggi • Narva • Petschora • Düna • Rauge • Erastfer • Hummelshof • Embach • Tartu • Narva II • Wesenberg I • Wesenberg II
Ingermanländ./ Finnischer Kriegsschauplatz (ab 1701)
Archangelsk • Ladogasee • Nöteborg • Nyenschanz • Newa • Systerbäck • Petersburg • Wyborg I • Porvoo • Newa II • Koporje II • Kolkanpää
Litauisch-weißrussischer Kriegsschauplatz (1702–1706)
Vilnius • Saladen • Jakobstadt • Gemauerthof • Mitau • Grodno I • Olkieniki • Njaswisch • Klezk • Ljachawitschy
Polnischer Kriegsschauplatz (1702–1706)
Klissow • Pułtusk • Thorn • Lemberg • Warschau • Posen • Punitz • Tillendorf • Rakowitz • Praga • Fraustadt • Kalisch 
Russischer Kriegsschauplatz (1708–1709)
Grodno II • Golowtschin • Moljatitschi • Rajowka • Lesnaja • Desna • Baturyn • Koniecpol • Weprik • Opischnja • Krasnokutsk • Sokolki • Poltawa I • Poltawa II
2. Phase: Schweden in der Defensive (1710–1721)
Baltischer und Finnischer Kriegsschauplatz (bis 1714)
Riga II • Wyborg II • Pernau • Kexholm • Reval • Hogland • Pälkäne • Storkyro • Nyslott • Hanko 
Schwed./Norwegischer Kriegsschauplatz (1710–1721)
Helsingborg • Køge-Bucht • Bottnischer Meerbusen • Frederikshald I • Dynekilen-Fjord • Göteborg I • Strömstad • Trondheim • Frederikshald II • Marstrand • Ösel • Göteborg II • Södra Stäket • Grönham • Sundsvall
Norddeutscher Kriegsschauplatz (1711–1716)
Elbing • Wismar I • Lübow • Stralsund I • Greifswalder Bodden I • Stade • Rügen • Gadebusch • Altona • Tönning II • Stettin • Fehmarn • Wismar II • Stralsund II • Jasmund • Peenemünde • Greifswalder Bodden II • Stresow 
Die Belagerung von Thorn ereignete sich vom 26. Mai bis 14. Oktober 1703 im Rahmen des Großen Nordischen Krieges. Die Schweden unter König Karl XII. eroberten nach einer monatelangen Belagerung die Festung Thorn, das heutige Toruń an der Weichsel. Thorn wurde von Truppen Augusts des Starken, der Kurfürst von Sachsen und König von Polen war, verteidigt. Während die Schweden bei der Belagerung weniger als 50 Mann an Verlusten erlitten, verloren die Sachsen ihre gesamte 6000 Mann zählende Garnison.

## Vorgeschichte
| \| Belagerung von Thorn (1703) \| |
| Der Schauplatz der Belagerung     |
| Belagerung von Thorn (1703)       |

Im Jahre 1699 wurde bei Moskau zwischen Zar Peter I., König August II. von Polen und Friedrich IV. von Dänemark im Vertrag von Preobraschenskoje eine Allianz gegen das Königreich Schweden geschlossen, mit dem Ziel der Schwächung der schwedischen Position im Ostseeraum. Der daraufhin ausbrechende Große Nordische Krieg entwickelte sich allerdings für die Allianz anders als geplant. Statt der erhofften territorialen Gewinne im Baltikum gelangen dem wettinischen König Polens, August II., keine militärischen Erfolge gegen König Karl XII. von Schweden. Die militärische Lage entwickelte sich für die Allianz so schlecht, dass ab 1702 polnisches Territorium unmittelbar zum Aufmarschgebiet und Kriegsschauplatz schwedischer Truppen geworden war. Bei ihrem Vormarsch ins Gebiet der Adelsrepublik erhielten die Schweden tatkräftige Unterstützung von den polnischen Magnaten, die in Gegnerschaft zu König August II. standen.
Die Garnison Thorns bestand zu Beginn der Belagerung aus 6000 Mann, gebildet aus 9 unvollständigen sächsischen Regimentern. Die Artillerie setzte sich aus 43 bronzenen und 46 eisernen Geschützen, 5 Haubitzen und 9 Mörsern zusammen. Zum Kommandanten wurde von August II. General Christoph Heinrich von Kanitz bestimmt. Dieser traf Vorkehrungen zur Instandsetzung der Befestigungsanlagen.
König Karl XII. hatte noch vor der Belagerung von Thorn am 21. April (schwed.)/1. Mai 1703 (greg.) eine große sächsische Armee in der Schlacht von Pultusk besiegt und war dann nordwärts gegen die starke Festung selbst marschiert, um den letzten Rest der demoralisierten sächsischen Armee zu vernichten.

## Verlauf

Abbildung der Befestigungsanlagen von Thorn, 1703

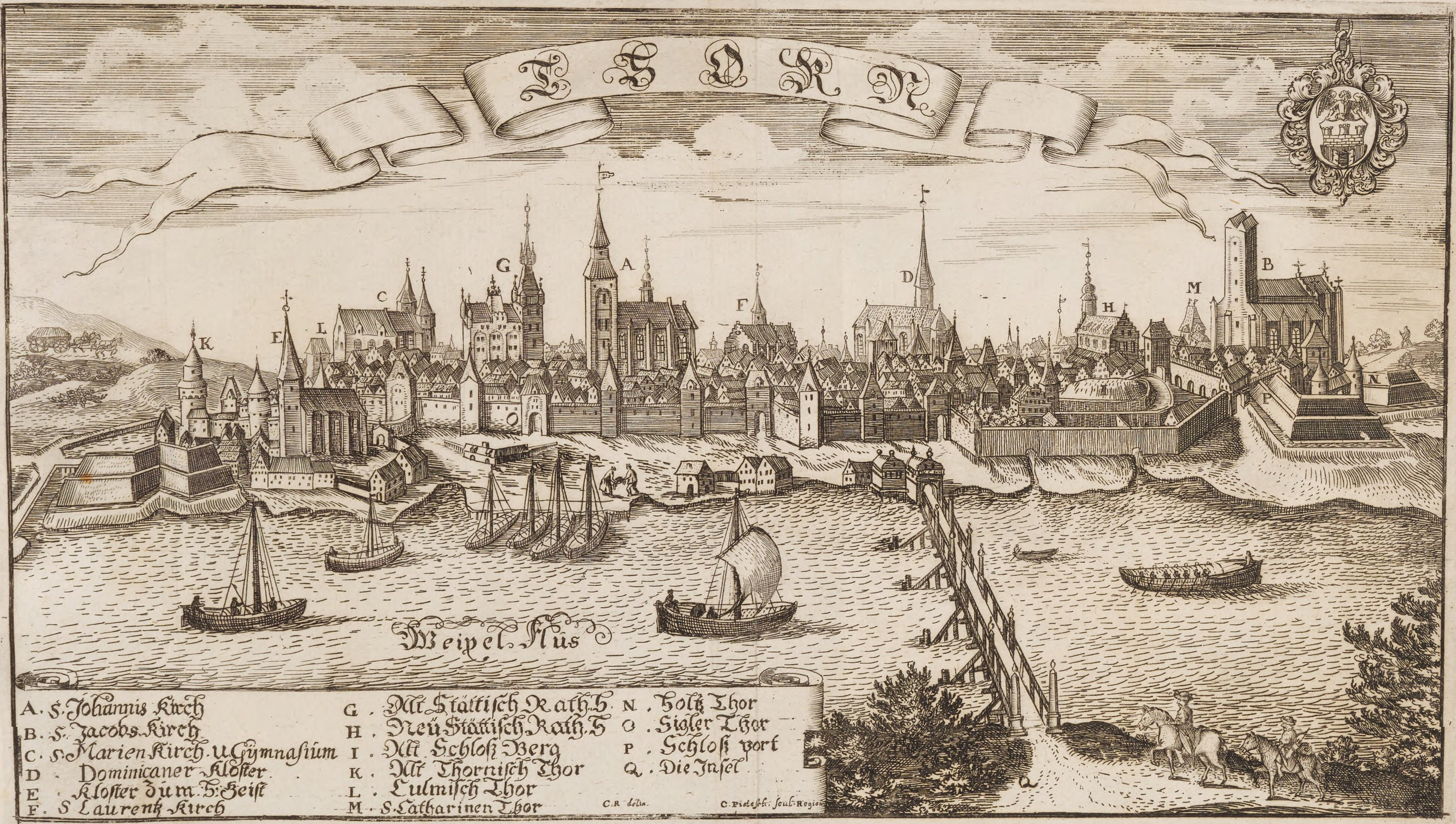
Kupferstich von Christoph Hartknoch: Thorn in Alt- und neues Preussen, 1684

Als sich die Schweden am 24. Mai der Festung näherten, setzte die Garnison die Vorstädte in Brand. Zusätzlich wurde die bewaffnete Bürgerschaft gemustert und in die Stellungen eingeteilt. Am 26. Mai kam das Gros der schwedischen Armee, 26.000 Mann stark, vor der Stadt an. Das schwedische Heer schlug vor dem Jakobstor und der Treposcher Mühle auf dem Weichselufer sein Lager auf. Die Artillerie der Schweden bestand nur aus leichten Feldgeschützen, die gänzlich ungeeignet für eine Belagerung waren. Karl XII. ließ daher aus Riga und Karlskrona Belagerungsartillerie kommen. Außer dass am 8. Juni die Schweden die sächsischen Truppen aus der Nähe des Bäckerberges vertrieben, ereignete sich die ersten vier Belagerungswochen wenig. Die Garnison nutzte die relative Ruhe, um die noch unvollkommenen Befestigungswerke weiter zu verbessern. Zeitweise arbeiteten bis zu 2000 Arbeiter daran. Die Schweden erwarteten ihrerseits Verstärkungen auf dem Seeweg über Danzig. In 40 Schiffen sollte die notwendige Belagerungsartillerie herangeschafft werden. In Thorn machte sich im Lauf der Zeit der Mangel an frischen Nahrungsmitteln und sauberem Trinkwasser bemerkbar, so dass die Rote Ruhr sich rasch in der Stadt ausbreitete, wodurch bald rund die Hälfte der Festungsbesatzung ausgefallen war. Mitte September beschleunigten sich die Belagerungsarbeiten der Schweden, die eine zweite Brücke unterhalb von Thorn über die Weichsel schlugen und zwei Batterien in Schussweite aufstellten. Ein Ausfall aus Thorn gegen die Schanzarbeiten der Belagerer am 22. September konnte nach anfänglichen sächsischen Erfolgen von den Schweden zurückgeschlagen werden. Das Vorhaben, die bedrängte Stadt durch eine polnisch-sächsische Truppe zu entsetzen gelangte nicht zur Ausführung, weil es zu Verzögerungen bei der Ausführung von Beschlüssen des Sejms über die Aufstellung von Truppen kam.
Am 24. September begann das Bombardement der Schweden. Kurz darauf brach an fünf Stellen in der Stadt Feuer aus. Die schwedischen Laufgräben wurden weiter bis auf Schussweite an die Mauern vorangetrieben. Überläufer berichteten den Schweden von den sich rapide verschlechternden Verhältnissen in der Stadt. Die Bürgerschaft forderte aufgrund des anhaltenden Bombardements die Übergabe der Stadt an die Schweden, was jedoch vom Kommandanten abgelehnt wurde. Die Garnison soll zu dem Zeitpunkt nur noch 1300–1600 wehrfähige Männer betragen haben. Ab 7. Oktober wurde über die Übergabebedingungen der Stadt verhandelt. Am Sonntag, dem 14. Oktober wurde den Schweden das Kulmer Tor überlassen, das diese mit 600 Mann besetzten. Die sächsischen Truppen wurden mit Ausnahme der Offiziere entwaffnet. Die Männer der in Gefangenschaft geratenen sächsischen Garnison von 4860 Mann, von denen fast 3000 Mann erkrankt waren, wurden paarweise zusammengekettet und auf Kosten der Stadt über Danzig nach Schweden gebracht.
Die Schweden machten in der Stadt reiche Beute an Kriegsmaterial. Sie eroberten 96 Geschütze, 9 Mörser, 30 Feldschlangen, 8000 Musketen mit 276.000 Musketenkugeln und 800 Zentner Pulver.

## Folgen
Durch den Beschuss hatten nicht nur die Befestigungsanlagen der Stadt, sondern auch ihre Häuser schwere Schäden erlitten. Das altstädtische Rathaus war infolge des Beschusses ausgebrannt, ebenso fast die gesamte Westseite des altstädtischen Marktes und weitere Häuser. Zahlreiche andere Gebäude waren zum Teil schwer beschädigt worden. Zusammen mit den in den Folgejahren mehrmals zu zahlenden Kontributionen und einer Pestepidemie in den Jahren 1708 bis 1709 ließen diese Kriegsschäden die Stadt für lange Zeit verarmen. Aus diesem Grund zogen sich beispielsweise die Wiederherstellungsarbeiten am Rathaus auch bis ins Jahr 1737 hin.
Nach der Einnahme von Thorn gab es in Polen vorerst keine sächsischen Truppen mehr, das Land war vollständig unter Kontrolle von König Karl XII. und seinen polnischen Anhängern. Damit diese Stadt, die den Schweden ein halbes Jahr widerstanden hatte, künftig nicht mehr im Stande war, Widerstand zu leisten, wurden ihre Befestigungsanlagen geschleift. Dieses Vorgehen entsprach auch der Strategie Karls XII., Festungsstädte durch Unbrauchbarmachung ihrer Befestigungen quasi zu „neutralisieren“, um sie so nicht mit eigenen Truppen besetzen zu müssen. Er war sich der Überlegenheit seiner Armee bewusst und suchte die Entscheidung in offener Feldschlacht, weswegen er es sich nicht leisten wollte und konnte, seine Streitmacht durch Abgabe von Garnisonen zu schwächen. Am 21. November verließen die Schweden Thorn in Richtung Elbing. Aufgrund seines Kriegsruhms, der Karls XII. vorauseilte, wohl aber auch durch das Beispiel Thorns abgeschreckt, unterwarfen sich dem Schwedenkönig viele weitere Städte und wurden gegen Zahlung hoher Tribute verschont.